# Феанор
Феанор (IPA: [ˈfɛ.anɔr]) е измислен герой в легендариума на Дж. Р. Р. Толкин. Той е сред най-великите първородни същества (елфите), създател на елфическите букви и писменост (Тенгвар), Палантирите (виждащите камъни) и най-прекрасното му творение – трите Силмарили – камъни, в които е уловена светлината на Двете дървета на Валинор. Силмарилите формират централната тема на Силмарилион.

## История на Феанор
Баща на Феанор е Финве – първият крал на нолдорите (елфи), а майка му – Мириел, умира малко след раждането на Феанор отдавайки цялата си духовна и телесна сила на единственото си дете. Феанор е надарен с умения, каквито никой елф не е притежавал до деня на неговото раждане. Огънят на Еру горял силно в него, красотата и уменията му били ненадминати, а на неговата физическа сила, храброст и издръжливост не можел да съперничи никой от неговия народ. След смъртта на Мириел, Финве се жени за Индис от ваниярите и заедно имат четири деца, включително полубратята на Феанор – Финголфин и Финарфин.
Феанор взима за съпруга Нерданел от нолдорите и научава много за ковачеството и много други занаяти от нейният баща – Махтан, който сам е бил ученик на Ауле.

### Силмарилите
Най-голямото постижение на Феанор и най-прекрасното творение на елфите, което остава ненадминато до края на света са трите камъка – Силмарили. В тях, Феанор успява да улови светлината на Двете дървета – Телперион и Лаурелин. Камъните били толкова красиви, че изглеждали живи, нетленни и свещени и дори Валарите, с техните сили и умения не могли да сътворят нещо подобно. Всъщност, след създаването им дори Феанор не би могъл да направи други Силмарили, тъй като част от неговата същност била вградена в тях. Силмарилите нямали стойност, тъй като били и остават уникални и невъзможни за пресъздаване. След създаването им Варда (една от валиерите) лично благославя Силмарилите, така че след това всяка смъртна плът, нечисти ръце или която и да е зла воля която ги докосне, ще бъде изгорена.
Разбира се, за Феанор Силмарилите били дори още по-ценни и малко по малко у него се зародило подозрението, че валарите и елфите искали да заграбят Силмарилите. Подозрението на Феанор бавно се подклаждало от Мелкор, който наскоро бил освободен от изгнанието си и цялото си сърце желаел Силмарилите и унищожението на Валинор. Въпреки че Феанор не се доверявал на Мелкор, семената на недоверие и несъгласие растели и не след дълго се стигнало до свада. В тази свада, Феанор, разяждан от съмнения за благоразположението на баща си към него и Финголфин, се нахвърля върху Финголфин и дори заплашва да го убие. Разстроени и разгневени от постъпката на Феанор, валарите го отпращат в дома му във Форменос за дванадесет години, като за това време нямал право да се връща във Валинор. Бащата на Феанор – Финве също се оттегля във Форменос, заедно със своя син.
Обезпокоени от случилото се, валарите бързо стигат до Мелкор и манипулациите му и изпращат Тулкас, да открие и залови Мелкор. Мелкор, използвайки свадата, отдавна е избягал и е насочил цялото си внимание към отдавна подготвяният си план. Мелкор сам отива във Форменос и с привидно съпричастие, опитва да убеди Феанор, че валарите наистина искат силмарилите. Увереността в собственото му лукавство обаче надхвърля целта си и Феанор бързо осъзнава, че Мелкор сам желае Силмарилите. Най-могъщият сред обитателите на Арда – Мелкор е изгонен позорно от Форменос, унижение, което никога няма да забрави.
Валарите полагат големи усилия в помиряването на двамата полубратя – Феанор и Финголфин са поканени във Валинор, за да сключат мир. Финголфин подава ръка на своя полубрат, признавайки мястото на Феанор като най-възрастен и първороден син на Финве. С известна неохота Феанор приема подадената ръка и помирение, но малко след това Мелкор се завръща и с помощ от Унголиант двамата нападат Валинор и унищожават Двете дървета.

В този момент единствената възможност за съживяване на Двете дървета били Силмарилите, в които била съхранена тяхната светлина. Валарите помолили Феанор за помощ, но неговата душа и сърце били замъглени от подозрения и съмнения и отказал. Докато трае нападението и последващите опити за спасение на дърветата, пристигнал пратеник от Форменос с вести, че Мелкор е убил бащата на Феанор и е откраднал Силмарилите. За това деяние Феанор обвинява Валарите, защото не е бил във Форменос и не е опазил камъните. Той за първи път нарича Мелкор “Моргот“ и призовава всички нолдори да последват Мелкор в Средната земя, за да отмъстят за Финве, да се освободят от Валарите и да си върнат Силмарилите. Феанор и седемте му синове прибързано полагат ненарушима клетва, която никой не може да отмени, дори и самият Еру, призовавайки Вечния Мрак върху себе си, ако не я спазват. Чрез клетвата те се обвързват да преследват с отмъщение и омраза до края на света всяко създание, което вземе един от Силмарилите.
Заклел се тогаз Феанор с клетва най-страшна. Рипнали седмината му синове до него и дали същия обет, а изтеглените им мечове заблестели с кървава светлина под лъчите на факлите. Клетва изрекли, що никой не може да наруши и никой не бива да поема даже в името на Илуватар; и призовали над себе си Вечния Мрак, ако не я изпълнят, а за свидетели посочили Манве, Варда и свещения Таникветил; тъй дали дума да гонят с мъст и омраза чак до края на Света всеки Валар, демон, елф или човек още нероден, всякоя твар, била тя малка или голяма, зла или кротка, всякоя рожба на времето в идните дни, що дръзне да докосне, отнеме или задържи Силмарилите извън тяхно владение.
Тъй се обрекли Маедрос, Маглор, Келегорм, Куруфин, Карантир, Амрод и Амрас, седмината принцове на Нолдорите; и мнозина слушали с покруса страховитите им слова. Защото тъй изречена клетва, била тя за зло или добро, вече не се отменя и до свършека на света преследва както клетвопрестъпника, така и онзи, що остане верен на обета си.

Силмарилион

### Завръщане в Белерианд
За да стигне до Средната земя, Феанор потърсил помощ от Телерите, които живеели по бреговете на Аман и били изкусни корабостроители. Телерите отказали да помогнат на заслепения от ярост и гордост Феанор. Отначало, Феанор приел отказа, но след това организирал нападение с намерение да открадне корабите. В това нападение Телерите не останали безучастни и много от тях загинали. Тази битка станала известна като Братоубийството при Алквалонде. Огорчен и посрамен от тези действия на Феанор, третия син на Финве – Финарфин, събрал своя народ и се тръгнал назад да моли за прошка. Валарите приели разкаянието на Финарфин и той останал да управлява като Върховен крал на Нолдорите във Валинор. Останалите елфи – онези, които последвали Феанор и Финголфин, попаднали под прокобата на Мандос. Тъй като нямало достатъчно кораби, за да пренесат всички Нолдори през морето, Феанор и синовете му първи се качили на заграбените кораби и отпътували към Средната земя. При пристигането си в далечния запад на Белерианд, гордостта на Феанор отново обзела сърцето му – че може сам да унищожи Моргот и вместо да върне обратно корабите, ги изгорил всичките, изоставяйки Финголфин и хората в Алквалонде. Съкрушен и разгневен от постъпката на Феанор, Финголфин тръгва да търси Феанор по единствения възможен сухопътен път към Белерианд – далечният, скован от лед север.
Феанор разполага лагера си в Митрим, но Моргот бързо събира цялата си войска от Ангбанд и напада лагера. Това е първата битка с Маргот и е наречена Битката под звездите или Дагор-нуин-Гилиат, тъй като Двете дървета били мъртви, а Слънцето и Луната все още не били създадени. В тази битка Нолдорите привидно надделяват и Феанор се откъсва далеч напред към Ангбанд, заедно със синовете си и група войни. Малко преди да достигне Ангбанд, неговият отряд е нападнат от отдавна подготвяна засада на Балрози. Битката е жестока и неравна, а Феанор сам се бие с предводителя им Готмог, където е тежко ранен. С цената на огромни усилия, синовете на Феанор успяват да пробият засадата и да избягат с ранения си баща. Тежките рани и силата на Моргот отрезвяват Феанор и той осъзнава, че без чужда помощ и многобройна войска няма никога да може да победи Моргот. Феанор проклина Моргот и умира, а огнения дух, който горял в него не оставил тяло, което да бъде погребано, а само пепел, която се разнесла от вятъра. Духът му отлетял към чертозите на Мандос, където щял да остане до последната война.
Откраднатите Силмарили Моргот инкрустирал в короната си, ако и ръката му да била жестоко изгорена от допира с тях и никога да не могъл да се избави от тази болка.

## По-нататъшни събития
Макар и загубил телесната си форма завинаги, тежката клетва на Феанор оказва своята роля в множество събития, далеч след смъртта му и тази на неговите синовете. Всички, които се обвързват с нея също носят своите последствия и нерядко клетвата служи в полза на Моргот и осъществяване на плановете му. С много усилия Берен и Лутиен стигат до сърцето на крепостта на Моргот – Ангбанд съпровождани от Хуан – огромно куче от Валинор, спътник на Ороме. По пътя дотам Лутиен използва всичките си елфически умения и сили, за да останат невидими и със силата на гласа си успява да приспи самия Моргот. Тогава Берен сваля един от Силмарилите от короната му, но Моргот се откъсва от магията и започва преследване. Друго огромно същество хуква след тях – вълка от Ангбанд – Кархарот. Берен, надявайки се, че Силмарилът ще отблъсне Кархарот протяга ръка към него, но вълка отхапва ръката му без да знае за силите на камъка. Погълнатия от вълка Силмарил го изгаря отвътре и е настигнат от Хуан. Двете същества загиват в битката, а погълнатия камък е изваден от мъртвото тяло на вълка от Маблунг и положен в здравата ръка на Берен, за да го върне на крал Тингол. Този Силмарил е взет от Еарендил, който се качва на кораб да към Валинор, за да измоли помощ от валарите за сразяването на Моргот. Другите два Валарите свалят от короната на победения от тях Моргот в края на Войната на Гнева. Докато армиите на валари и елфи почивали след края на войната, камъните били откраднати от синовете на Феанор – Маедрос и Маглор, но ръцете им били изгорени, което означавало, че вече нямат право да ги притежават. В агония от болка и отчаяние Маедрос се хвърлил в дълбока огнена цепнатина в земните недра, а Маглор се хвърлил в морето. Така трите Силмарили останали завинаги далеч от създателя им и неговите наследници – единият в небето, другият в земята и третият – в морските дълбини. Според пророчеството на Мандос, предстои последното завръщане на Мелкор и поражението му в Дагор Дагорат – последната битка, където светът ще се промени и Валарите ще си възвърнат Силмарилите. Духът на Феанор ще бъде освободен от Залите на Мандос и сам Феанор ще строши камъните, ще ги даде на Явана и Двете дървета ще бъдат съживени.